# Wąsosz
Wąsosz (deutsch Herrnstadt) ist eine Stadt mit 7064 Einwohnern (Stand 31. Dezember 2020) in der Stadt- und Landgemeinde Wąsosz im Powiat Górowski der Woiwodschaft Niederschlesien in Polen. 

## Geographische Lage
Wąsosz liegt etwa zwanzig Kilometer südöstlich von Góra (Guhrau). Durch den Ort fließen die Barycz (Bartsch) und die Orla.

## Geschichte
Herrnstadt wurde 1290 vom Glogauer Herzog Heinrich III. nach demselben Deutschen Recht gegründet, wie es auch die Städte Sagan und Sprottau (lateinisch Saganus et Sprotavia) besaßen.
In unmittelbarer Nähe des zentralen Platzes der Stadt befinden sich zwei Kirchen und ein Schloss.
Die Stadt gehörte 1945 zur Provinz Niederschlesien des Deutschen Reichs. Sie war Verwaltungssitz des Landkreises Guhrau und Sitz des Amtsgerichtes Herrnstadt.

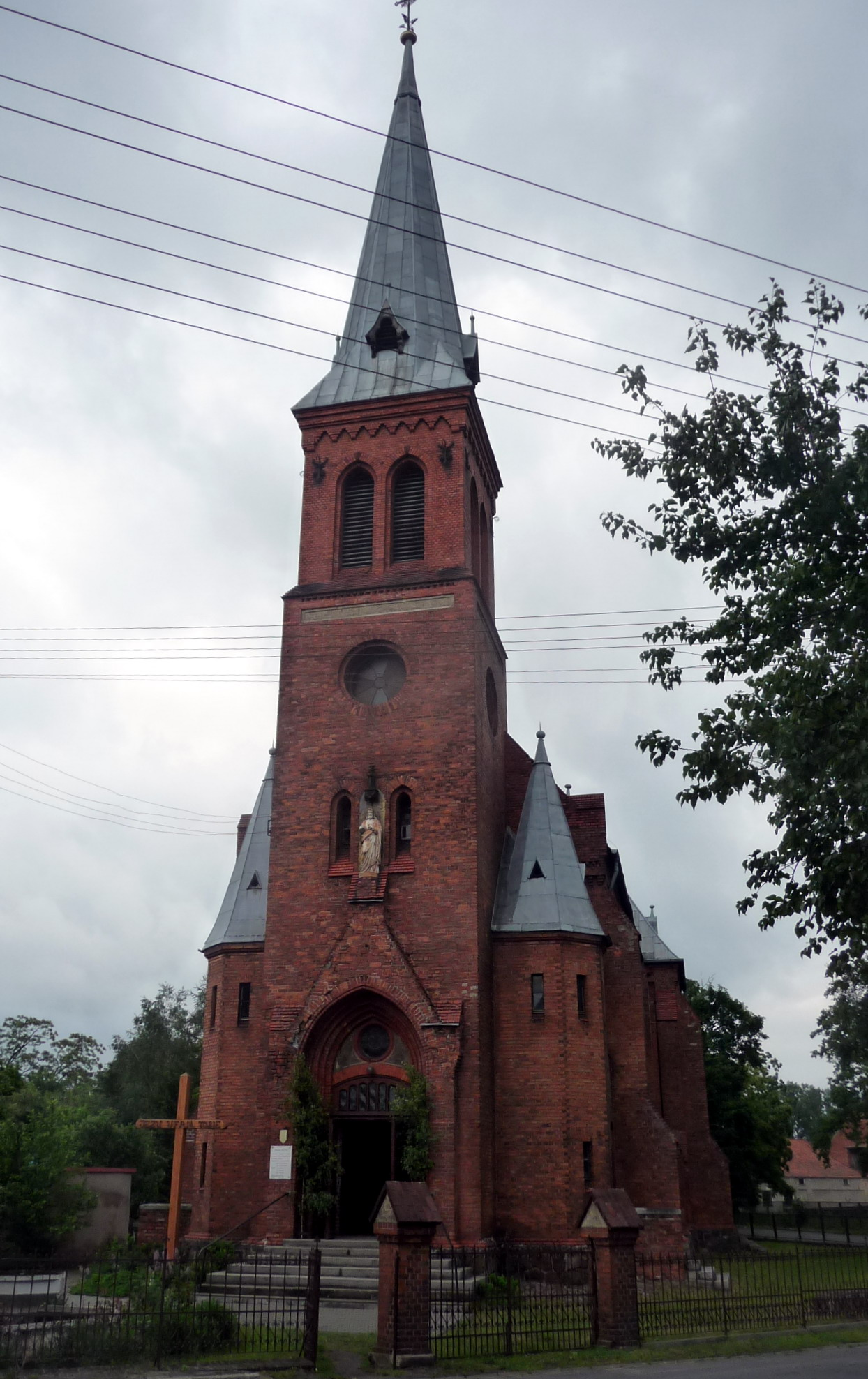
Kirche
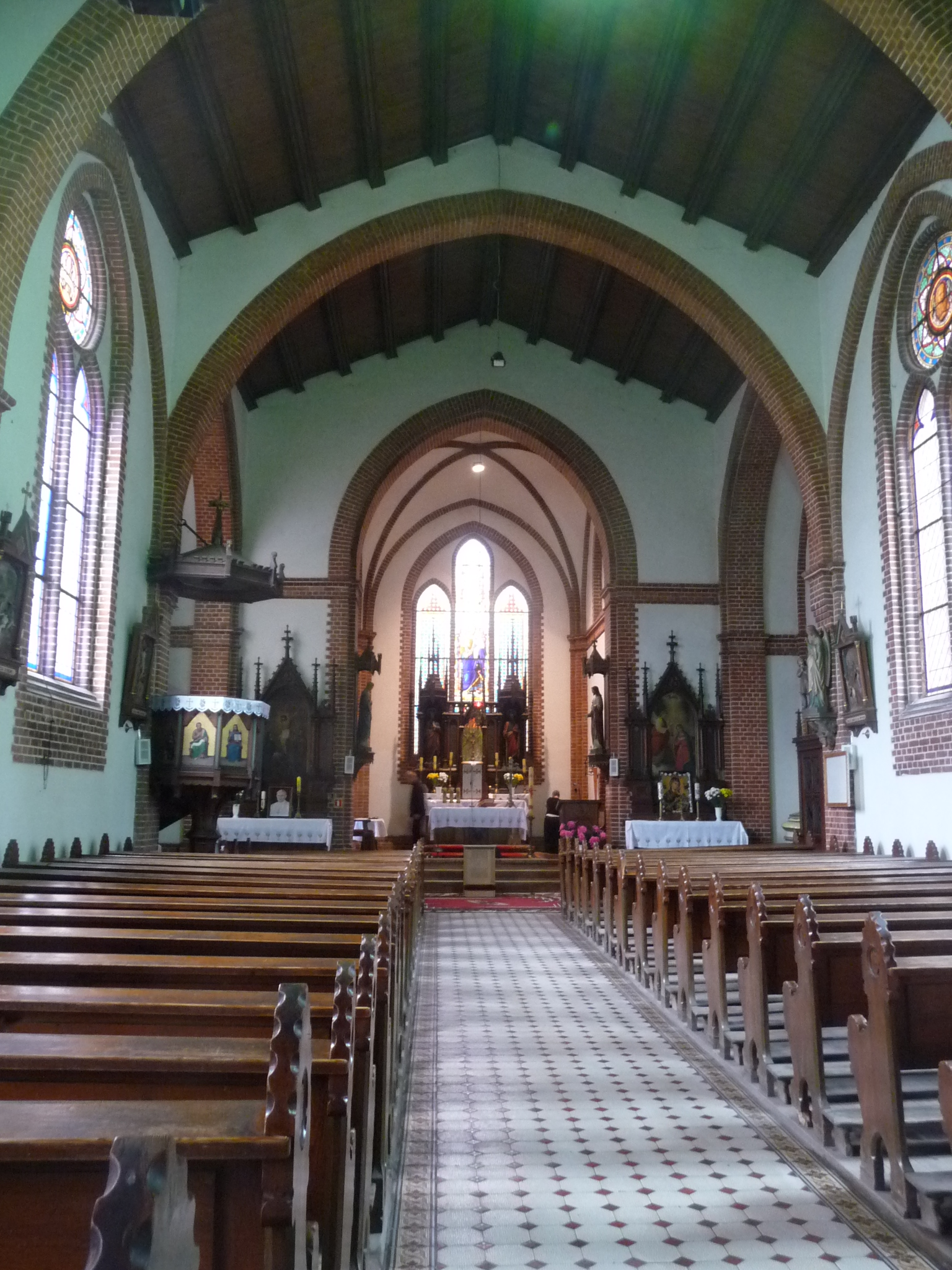
Innenraum der Kirche
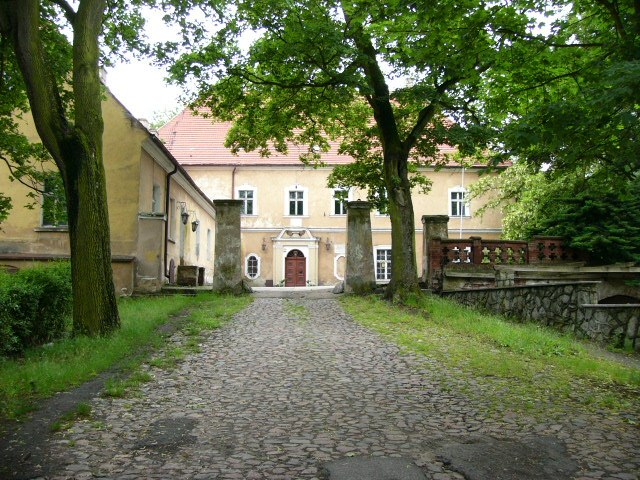
Schloss Herrnstadt

Als Folge des Zweiten Weltkriegs fiel Herrnstadt 1945 mit dem größten Teil Schlesiens an Polen und wurde in Wąsosz umbenannt. Die deutschen Einwohner wurden – soweit sie nicht vorher geflohen waren – vertrieben. Die neu angesiedelten Bewohner waren teilweise Zwangsumgesiedelte aus Ostpolen, das an die Sowjetunion gefallen war.

## Einwohnerentwicklung
| Jahr | Einwohner | Anmerkung                                            |
| ---- | --------- | ---------------------------------------------------- |
| 1885 | 0176      |                                                      |
| 1890 | 1982      | davon 1552 Evangelische, 379 Katholiken und 47 Juden |
| 1925 | 2229      |                                                      |
| 1933 | 2532      |                                                      |
| 1939 | 2968      |                                                      |

## Gemeinde
Zur Stadt und Landgemeinde Wąsosz gehören die Stadt selbst und 32 Dörfer mit 31 Schulzenämtern.

## Persönlichkeiten
- Gottfried Held von Hagelsheim (1670–1724), Mediziner
- Friedrich Roth-Scholtz, auch Rothscholtz (1687–1736), deutscher Buchhändler und Verleger
- Karl Eitner (1805–1884), deutscher Schriftsteller, Übersetzer und Privatgelehrter
- Theodor Altwasser (1824–1879), deutscher Schriftsteller und Dichter
- Kuno Fischer (1824–1907), deutscher Philosoph, geb. im Stadtteil Sądowel (Tschistey, 1936–1945 Sandewalde)
- Sigrid Keler, geborene Mehle (* 1942), Politikerin, Finanzministerin des Landes Mecklenburg-Vorpommern